# 생기령역
생기령역(生氣嶺驛)은 조선민주주의인민공화국 함경북도 경성군 생기령로동자구에 위치한 평라선의 철도역이다.
인근에 생기령광산이 위치해 있어 석탄과 고령토 수송을 주요 업무로 하고 있다.
2010년 9월 18일, 평양역을 출발해 두만강역으로 향하던 급행열차가 어랑역과 본 역 사이의 구간에서 전복되어 수백 명에 달하는 사상자가 발생하였으나, 정확한 피해 규모는 밝혀지지 않았다.